# Monte Block
Il Monte Block (in lingua inglese: Mount Block) è un nunatak, cioè un picco roccioso isolato, situato circa 9 km a sud del Block Peak, nelle Grosvenor Mountains, catena montuosa che fa parte dei Monti della Regina Maud, in Antartide. 
Fu scoperto dal retroammiraglio Richard Evelyn Byrd nel novembre 1929 durante il volo verso il Polo Sud nel corso della spedizione polare.
La denominazione è stata assegnata dallo stesso Byrd in onore di Paul Block Jr. (1911-1987), figlio del giornalista e editore di quotidiani Paul Block Sr. (1875-1941), che era stato uno dei finanziatori della spedizione. Anche il Block Peak, nella stessa catena montuosa, è stato dedicato da Byrd a William Block, altro figlio del suo generoso sponsor.